# 마누엘 데란다
마누엘 데란다(Manuel DeLanda, 1952~)는 멕시코 출신으로 1975년 이후 뉴욕에 거주하고 있는 작가, 예술가, 철학자이다. 그는 프린스턴 대학교의 건축대학과 펜실베이니아 대학교의 디자인대학에서 도시사의 철학 그리고 역사적 행위자로서 도시가 갖는 역동성에 대해 강의한다. 도시를 이해함에 있어 자기조직성 개념과 물질 문화 접근의 중요성을 강조한다. 이에 더해 데란다는 프랫 인스티튜트의 건축학 및 도시 설계 겸임 교수로서 건축 이론을 가르치며, 유럽대학원대학교의 질 들뢰즈 석좌교수 및 철학 교수를 담당하고 있기도 하다. 1979년에 시각예술학교에서 미술학사 학위(BFA)를 받았고, 2010년에는 유럽대학원대학교에서 미디어 및 커뮤니케이션학 전공으로 박사 학위를 받았다.
데란다는 서던캘리포니아 대학교 건축대학 방문 교수로 일한 경력이 있는데, 2012년 봄에 그는 여기에서 자기조직성과 도시성에 관한 2주 분량의 집중 강의를 했다. 1995년부터 2006년까지는 컬럼비아 대학교 건축, 도시계획 및 보전학 대학원 겸임 부교수였으며, 쿠퍼 유니언의 어윈 S. 채닌 건축대학 겸임 교수였기도 하다.

## 영화
뉴욕 이주 이후, 데란다는 1975년에서 1982년 사이 시각예술학교(SVA) 학부 과정의 일환으로 몇 편의 실험 영화 작품을 만들었다. SVA에 있는 동안, 데란다는 비디오 아티스트인 조앤 브래더만(Joan Bradermann) 밑에서 공부했는데, 두 사람은 1980년에 결혼한 뒤 이혼하기 전까지 여러 편의 공동 작업을 수행했다 [브래더만의 ⟪조앤 더즈 다이너스티⟫ (Joan Does Dynasty, 1986), 데란다의 ⟪날 것의 신경⟫ (Raw Nerves, 1980)과 ⟪이즘이즘⟫ (Ismism, 1979) 등].
노웨이브 운동의 영향을 받은 데란다의 슈퍼 8 및 16mm 필름 작품들은 영화 형식에 대한 방법론적, 이론적 접근을 보여주는 것이기도 했다. 원본 네거티브를 유실한 뒤에 그는 자신의 영화 작품들의 유통을 중단시켰지만, 2011년에 앤솔로지 필름 아카이브에서 이것들을 복원하여 재발매했다.
영화 제작자 닉 제드(Nick Zedd)의 「위반 영화 선언」(Cinema of Transgression Manifesto)에 따르면, 데란다는 뉴욕에 기반을 둔 많은 실험 영화 제작자들과 관계를 맺어 왔다. 2010년에 그는 셀린 다니에르(Céline Danhier)의 회고 다큐멘터리 ⟪여백의 도시⟫에 출연했다. 그의 영화 작업은 상당 부분 대륙 철학과 비판 이론에 대한 그의 초기 관심으로부터 영감을 얻었다. 그의 가장 잘 알려진 작품은 ⟪날 것의 신경: 라캉주의 스릴러⟫ (Raw Nerves: A Lacanian Triller, 1980)이다.
「스펙트럼에 대한 통치」 (1986)와 『지능 기계 시대의 전쟁』 (1991)에서 드러나는 것과 같은, 보드리야르와 들뢰즈 이론, 명령과 제어 기법, 복잡계와 (세포 자동자를 포함하는) 인공생명에 대한 유물론적 관점 등을 망라하는 비결정론적 종합 쪽으로 옮겨간 후, 데란다는 "영화 이론에 대한 관심은 물론 ... 프로이트 이후의 무의식 개념들"에 대한 1980년대 중반까지의 그의 관심으로부터 상당히 멀어졌다.

## 철학
데란다의 주요 저술로는 『지능 기계 시대의 전쟁』 (1991), 『비선형 역사의 천년』 (1997), 『강도의 과학과 잠재성의 철학』 (2002), 『새로운 사회 철학』 (2006) 등이 있다. 그는 많은 논문과 에세를 발표했으며 유럽과 미국에서 다양한 강의를 열었다. 그의 작업은 한편으로는 프랑스 철학자 질 들뢰즈와 펠릭스 가타리의 이론에 초점을 맞추면서, 다른 한편으로는 현대 과학, 자기조직성 물질, 인공생명과 인공지능, 경제학, 건축, 혼돈 이론, 과학사, 비선형 동역학, 세포 자동자 등의 주제를 아우른다. 그의 2015년 저작 『철학적 화학: 과학 분야의 계보학』은 과학철학 및 과학학 분야에까지 그의 개입 범위를 확장시킨다.

## 저작
- 《War in the Age of Intelligent Machines》. Zone Books. 1991. ISBN 9780942299755.
- 《A Thousand Years of Nonlinear History》. Zone Books. 1997. ISBN 9780942299328.
- 《Intensive Science and Virtual Philosophy》. Bloomsbury Academic. 2002. ISBN 9781780937991. 한국어 번역본: 김영범·이정우 옮김, 『강도의 과학과 잠재성의 철학: 잠재성에서 현실성으로』, 그린비 (2009). ISBN 978-89-7682-326-7.
- 《A New Philosophy of Society: Assemblage Theory And Social Complexity》. Bloomsbury Academic. 2006. ISBN 9780826491695. 한국어 번역본: 김영범 옮김, 『새로운 사회철학: 배치 이론과 사회적 복합성』, 그린비 (2019). ISBN 978-89-7682-490-5.
- 《Deleuze: History and Science》. Atropos Press. 2010. ISBN 9780982706718. 2018년 10월 12일에 확인함.
- 《Philosophy & Simulation: The Emergence of Synthetic Reason》. Bloomsbury Academic. 2011. ISBN 9781474252843. 2015년 12월 2일에 원본 문서에서 보존된 문서. 2018년 10월 12일에 확인함.
- 《Philosophical Chemistry: Genealogy of a Scientific Field》. Bloomsbury Academic. 2015. ISBN 9781472591838. 2018년 10월 12일에 확인함.
- 《Assemblage Theory》. Edinburgh University Press. 2016. ISBN 9781474413633. 2018년 10월 12일에 확인함.
- 《The Rise of Realism》. Wiley. 2017. ISBN 9781509519026. 2018년 10월 12일에 확인함.

## 같이 보기
- 정신권
- 형이상학적 실재론
- 전쟁 게임